# Astéroïde de type O

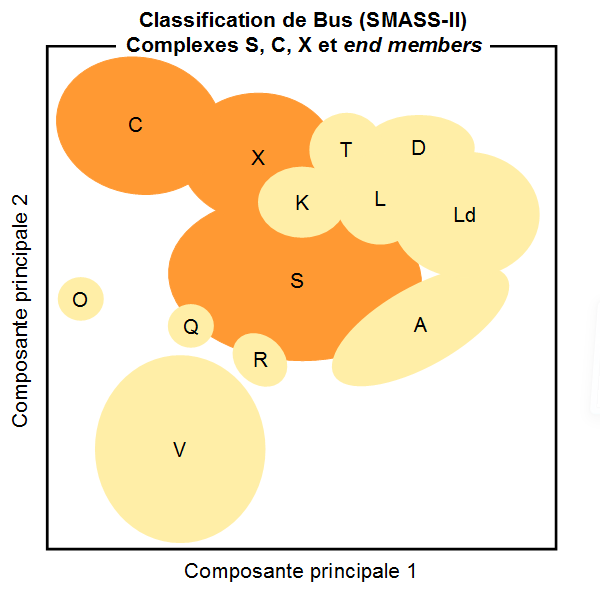
Complexes S, C et X et autres types dans l'espace des composantes 1 et 2 de la classification de Bus.

Le type O (ou classe O) est un type d'astéroïdes qui apparait dans les deux classifications spectrales de Bus (ou SMASS-II) (1999) et Bus-DeMeo (2009). C'est l'une des petites classes situées en périphérie (dans l'espace des données spectrales) des trois grands « complexes » S, C, et X. Ce type n'existe pas dans la classification de Tholen (1984).
C'est avec le type R le type le plus rare. Il reste fortement associé aux propriétés spectrales singulières de l'astéroïde (3628) Božněmcová. À fin 2023, la base de données « Small-Body Database » du Jet Propulsion Laboratory compte 1666 astéroïdes pour lesquels le type SMASS-II (classification de Bus) est renseigné, dont 7 astéroïdes appartenant au type O (0,4 %),.

## Historique
Le type O a été introduit en 1993 par Richard P. Binzel et Shui Xu à la suite de la première découverte, au sein des données de la récente enquête Small Main-Belt Asteroid Spectroscopic Survey (SMASS phase I), d'un astéroïde, (3628) Božněmcová, possédant un spectre (dans la zone visible et proche infrarouge) comparable aux chondrites ordinaires. Cette proposition a été retenue en 1999 par Schelte J. Bus pour sa nouvelle classification dans laquelle (3628) Božněmcová apparaissait toujours comme un cas isolé.

## Propriétés

### Description spectrale
Les astéroïdes de type O sont schématiquement caractérisés par un gradient modérément rouge dans le visible avec un maximum vers 0,7 μm, une absorption très profonde et très arrondie vers 1 μm, suivie d'une absorption assez nette vers 2 μm. Leurs spectres possèdent des caractéristiques d'absorption comparables avec celles du type Q mais en plus prononcées.

### Hypothèses de composition et de liens avec les météorites
Ce type très rare a été créée pour (3628) Božněmcová dont les propriétés correspondent mieux à celles des chondrites ordinaires de type L6 et LL6[réf. nécessaire].

### Situation dans le Système solaire et hypothèses d'origine
L'archétype (3628) Božněmcová évolue au sein de la ceinture principale d'astéroïdes. Par la suite, quelques astéroïdes géocroiseurs ont également été classés comme type O (au sens de la classification de Bus).

## Liste
À fin 2023, la base de données « Small-Body Database » (SBDB) du Jet Propulsion Laboratory recense 7 astéroïdes de type O au sens de la classification SMASS-II (classification de Bus). L'étude basée sur des spectres élargis dans l'infrarouge et ayant conduit en 2009 à définir la classification de Bus-DeMeo proposait d'en reclasser un comme étant de type type Q, ne retenant que (3628) Božněmcová comme étant de type O sur les 371 astéroïdes étudiés.
| Astéroïde          | Groupe orbital      | SMASS-II | Bus-DeMeo 2009 |
| ------------------ | ------------------- | -------- | -------------- |
| (3628) Božněmcová  | Ceinture principale | O        | O              |
| (4034) Vishnu      | Apollon             | O        | non étudié     |
| (4341) Poséidon    | Apollon             | O        | non étudié     |
| (5143) Héraclès    | Apollon             | O        | Q              |
| (8201) 1994 AH2    | Apollon             | O        | non étudié     |
| (162385) 2000 BM19 | Aton                | O        | non étudié     |
| 1997 RT            | Amor                | O        | non étudié     |

## Exploration
À ce jour (2023), aucune sonde spatiale n'a survolé d'astéroïde appartenant au type O.